# Ападија (Караш-Северин)
Ападија (рум. Apadia) насеље је у Румунији у округу Караш-Северин у општини Бребу. Oпштина се налази на надморској висини од 251 m.

## Прошлост
По "Румунској енциклопедији" место се први пут помиње 1423. године.
Аустријски царски ревизор Ерлер је 1774. године констатовао да место припада Букошиничком округу, Карансебешког дистрикта. Становништво је било претежно влашко.
Место је било половином 19. века спахилук српске породице Георгијевић. Михаил и Георгије Георгијевић "от Ападије" су 1836. године живели у Темишвару. Српску књигу Арнотову узели су у Темишвару 1832. године браћа Георгијевић "от Ападије", Стефан и Георгије (Ђурка). Георгије Георгијевић је био ожењен Каталином Перишић. Георгије се јавља пренумерантом и 1841. године.
Пренумерант једне књиге био је 1833. године у Пешти, Атанасије Грабовски "от Ападије". Константин и Георгије Грабовски су исте године поручили у Пешти једну румунску књигу.
У месту је била православна парохија, која припада Карансебешком протопрезвирату. Ту је 1824. године био парох поп Петар Поповић. Нова православна богомоља подигнута је 1886. године.

## Становништво
Према подацима из 2002. године у насељу је живело 293 становника, од којих су сви румунске националности.